# Тайная вечеря (картина Ге)
«Та́йная ве́черя» — картина русского художника Николая Ге (1831—1894), оконченная в 1863 году. Она является частью собрания Государственного Русского музея в Санкт-Петербурге (инв. Ж-4141). Размер картины — 283 × 382 см.
Николай Ге работал над этим полотном в 1861—1863 годах в Италии, во Флоренции, во время его пенсионерской поездки за границу. После того как Ге привёз картину в Петербург, она экспонировалась на Академической выставке 1863 года. Совет Академии художеств высоко оценил мастерство художника, проявленное им при написании этой картины, и присвоил ему звание профессора исторической живописи, а само полотно было приобретено императором Александром II для музея Академии художеств.
На картине изображена тайная вечеря — описанная в Новом Завете последняя трапеза Иисуса Христа с его двенадцатью учениками-апостолами, во время которой он предсказал, что один из них — Иуда Искариот — предаст его.
Картина пользовалась большим успехом, её много обсуждали, но мнения критиков разделились: одни одобряли новаторскую трактовку евангельского сюжета, а другие считали, что образы Христа и апостолов слишком далеки от традиционного понимания, и они написаны недостаточно убедительно.
Николай Ге создал по крайней мере два уменьшенных авторских повторения картины, одно из которых принадлежит коллекции Государственной Третьяковской галереи, а другое находится в Саратовском государственном художественном музее имени А. Н. Радищева.

## История

### Предшествующие события и работа над картиной
В качестве пенсионера Императорской Академии художеств (ИАХ) Николай Ге в 1857 году вместе со своей женой Анной Петровной уехал в Италию. С августа 1857 года они жили в Риме, где у них родились двое сыновей — Николай (30 сентября 1857 года) и Пётр (21 августа 1859 года). В 1860 году они переехали во Флоренцию. Там же в августе 1861 года Ге приступил к работе над картиной «Тайная вечеря». К этой теме, сюжет которой привлёк его «присутствием драмы», Ге пришёл в результате перечитывания Евангелия, а также изучения книги Давида Фридриха Штрауса «Жизнь Иисуса». Сам художник писал: «Приехав из Рима во Флоренцию, я <…> читал сочинения Штрауса и стал понимать Св. Писание в современном смысле, с точки зрения искусства».
Из-за работы над новой картиной художнику пришлось пересмотреть свои планы, о которых он ранее проинформировал Академию художеств. 16 февраля 1862 года Николай Ге сообщил Совету ИАХ, что он «оставил работу над картиной „Разрушение Иерусалимского Храма Титом“ и вышлет новую картину „Тайная вечеря“». Эскиз неосуществлённой картины «Разрушение Иерусалимского храма», которую упоминает Ге, хранится в Государственной Третьяковской галерее (1859, холст, масло, 61,7 × 75 см, инв. 2609).
По мере работы над «Тайной вечерей» Николай Ге несколько раз переделывал её композицию. Об этом, в частности, свидетельствуют воспоминания художницы Екатерины Юнге, которая жила во Флоренции зимой 1861/1862 годов и навещала мастерскую Ге. С точки зрения общепринятой иконографии первоначальная композиция картины была более традиционной, чем в её окончательном варианте: в частности, стол был параллелен краю полотна, а апостолы были расположены вокруг стола правильным полукольцом. Юнге так описывала эту версию полотна: «Положение Христа на прежней картине было то же, что и теперь, но выражение лица было мягче; Иоанн сидел на ложе, так что Христа было менее видно; Пётр также сидел, яркого пятна на скатерти не было. <…> Иуда стоял почти в профиль, гордо закинув плащ за левое плечо, и рисовался не таким тёмным пятном, как теперь, а был написан в сероватых полутонах <…> и в позе, и в драпировках носил отпечаток академизма, походил более на оскорблённого патриция или гидальго, чем на еврейского простолюдина. Фигура эта не согласовывалась с общим характером картины».
После этого Ге дважды переписывал картину. Возможно, промежуточному варианту соответствует эскиз, который в настоящее время находится в Днепропетровском художественном музее (1862, бумага, тушь, перо, 10,5 × 14,5 см, инв. Г-746). Художник Александр Куренной в своих воспоминаниях приводил рассказ Ге о том, как появился окончательный вариант картины: «Когда я писал „Тайную вечерю“, то ночью ходил со свечой смотреть картину. Всю группу „Тайной вечери“ с углом комнаты я вылепил из глины. <…> Как-то ночью пришёл смотреть картину и поставил свечу в другом месте и смотрю, что такое освещение на скульптурной „Тайной вечери“ лучше того, что я написал. Вся группа была дана в ином повороте, и Иуда стоял посередине картины. Я тотчас взял мел, нарисовал на холсте и начал писать по совершенно оконченной картине и до выставки оставалось всего 3 недели. Первая картина была написана тщательно и законченно, а эту писал быстро и свободно…».

### Показ картины в Петербурге и последующие события
Николай Ге привёз окончательный вариант «Тайной вечери» в Петербург и 7 сентября 1863 года представил её Совету ИАХ в качестве отчёта за свою пенсионерскую поездку в Италию. Совет Академии высоко оценил мастерство художника и присвоил ему звание профессора исторической живописи (которое было выше, чем звание академика ИАХ) за картину, «которая исполнена с особенным искусством и с сильным психическим выражением». Начиная с 13 сентября 1863 года, картина «Тайная вечеря» экспонировалась на Академической выставке в Петербурге, а 12 февраля 1864 года полотно было приобретено императором Александром II для музея Академии художеств — за картину было заплачено 10 тысяч рублей серебром. На Академической выставке 1863 года полотно Ге имело большой успех: по некоторым оценкам, «ни одна картина русского художника после „Последнего дня Помпеи“ К. П. Брюллова не собирала такого количества публики и столь много отзывов в прессе». При этом наблюдалась значительная поляризация мнений: одни критики «яростно отвергали» эту картину, а другие её «шумно восхваляли».
В своих воспоминаниях, опубликованных в 1880 году в ежемесячнике «Русская старина» за подписью «Художник», тогдашний (1859—1864) конференц-секретарь Академии художеств Фёдор Львов, упоминая себя в третьем лице, писал: «В 1863 году, во время академического акта, пришло известие, что Ге приехал и привёз большую картину. <…> В этот же день, как только залы освободились от публики, принесли картину Ге и напялили на раму. Картина поразила своею оригинальностью. В вечернем собрании совета Академии Львов говорил о новой картине; члены совета сейчас же, не дожидаясь утра, захотели видеть картину. Принесли канделябры в залу, где стояла картина и осветили её. В этот вечер все были одного мнения, все решили, что „Тайная вечеря“ первоклассное произведение; все были в восторге и присудили Ге звание профессора; но так как следовало составить протокол, то отложили это до утра. На другой день совсем иначе заговорили члены совета (как будто спохватясь, что они увлеклись): находили, что картина Ге совсем не удовлетворяет критики, что сюжет исполнен непозволительным образом и что даже вряд ли можно выставить такую картину в Академии. Кричали и шумели долго, однако звание профессора присудили и картину положено было выставить, только под другим названием „Последний вечер Христа с учениками“. Когда всё уже было решено и картина выставлена, все члены совета набросились на неё, критиковали, ругали самого Ге, точно в укор публике, которая отдавала справедливость его оригинальному таланту. Между тем картина Ге была куплена государем за 10 тыс. рублей и подарена им Академии. Это ещё более восстановило совет, и старики-члены имели наивность рассказывать, что их „провели“ и что Ге никогда бы не видать ни профессорства, ни 10 тыс. руб.».
В 1867 году картина «Тайная вечеря» экспонировалась на Всемирной выставке в Париже, где, кроме неё, в российском художественном павильоне были выставлены «Княжна Тараканова» Флавицкого, «Последняя весна» Клодта и «Портрет Ф. П. Толстого» Зарянко. Николай Ге присутствовал на этой выставке, проведя в Париже апрель и май 1867 года.
В 1897 году картина была передана из Академии художеств в создаваемый в то время Русский музей императора Александра III (ныне — Государственный Русский музей). По воспоминаниям Александра Бенуа, после открытия музея в 1898 году она была выставлена в Михайловском дворце, в одном зале с картинами «Последний день Помпеи» и «Осада Пскова» Брюллова, «Медный змий» и «Смерть Камиллы, сестры Горация» Бруни, «Явление Христа Марии Магдалине после воскресения» Иванова, «Христианские мученики в Колизее» Флавицкого и ещё двумя-тремя произведениями Айвазовского. В каталоге Русского музея 1917 года картина фигурировала под названием «Последняя вечеря Христа с его учениками». В настоящее время полотно выставлено в зале № 26 Михайловского дворца, где, кроме него, находятся другие известные картины Ге, среди которых «Саул у Аэндорской волшебницы», «Выход Христа с учениками в Гефсиманский сад», портреты Л. Н. Толстого и М. Е. Салтыкова-Щедрина, а также авторское повторение картины «Пётр I допрашивает царевича Алексея в Петергофе».

## Сюжет и описание
- Евангелие от Иоанна — Ин. 13:21-30

Тайная вечеря — описанная в Новом Завете последняя трапеза Иисуса Христа с его двенадцатью учениками-апостолами, во время которой он предсказал, что один из них — Иуда Искариот — предаст его. Считается, что «любимым Евангелием Ге» было Евангелие от Иоанна, в котором события, связанные с тайной вечерей, были описаны так:

21 Сказав это, Иисус возмутился духом, и засвидетельствовал, и сказал: истинно, истинно говорю вам, что один из вас предаст Меня. 22 Тогда ученики озирались друг на друга, недоумевая, о ком Он говорит. 23 Один же из учеников Его, которого любил Иисус, возлежал у груди Иисуса. 24 Ему Симон Петр сделал знак, чтобы спросил, кто это, о котором говорит. 25 Он, припав к груди Иисуса, сказал Ему: Господи! кто это? 26 Иисус отвечал: тот, кому Я, обмакнув кусок хлеба, подам. И, обмакнув кусок, подал Иуде Симонову Искариоту. 27 И после сего куска вошел в него сатана. Тогда Иисус сказал ему: что делаешь, делай скорее. 28 Но никто из возлежавших не понял, к чему Он это сказал ему. 29 А как у Иуды был ящик, то некоторые думали, что Иисус говорит ему: купи, что нам нужно к празднику, или чтобы дал что-нибудь нищим. 30 Он, приняв кусок, тотчас вышел; а была ночь.

Сюжет, связанный с Тайной вечерей, встречался у многих известных художников. Находясь в Италии, Ге мог видеть некоторые из этих произведений в оригинале — в частности, в Милане находилась знаменитая фреска Леонардо да Винчи, а в Венеции — картина Тинторетто. Трактовка событий, предложенная Ге, отличалась от канонической интерпретации. Как писала искусствовед Алла Верещагина, «Ге нашёл свой путь: главной стала тема раскола в среде бывших единомышленников». По словам Татьяны Карповой, «в измене Иуды художник увидел не низкий поступок изменника, а протест против учения Христа».
Сам художник так рассказывал о том, как ему пришла идея написания этой картины: «Я увидел там горе Спасителя, теряющего навсегда ученика — человека. Близ него лежал Иоанн: он всё понял, но не верит возможности такого разрыва; я увидел Петра, вскочившего, потому что он тоже понял всё и пришёл в негодование — он горячий человек; увидел я, наконец, и Иуду: он непременно уйдёт. Вот, понял я, что мне дороже моей жизни, вот тот, в слове которого не я, а все народы потонут. Что же! Вот она картина! Через неделю была подмалёвана картина, в настоящую величину, без эскиза».
В правой части полотна находится тёмный силуэт уходящего Иуды. Изображённый против света, он как бы противопоставлен тем, кто остаётся в освещённом помещении. По словам Аллы Верещагиной, это имеет символическое значение: «Чёрное дело измены воплощает тёмная фигура освещённого со спины Иуды. Свет же объединяет группу единомышленников». Из остающихся апостолов слева стоит Иоанн, а справа — Пётр, которые, «чуть наклонившись к центру, образуют своеобразную „арку“ над полулежащим Христом». За ними, в глубине помещения, сидят остальные апостолы.
Иисус Христос выделен не только композиционно, но и своей глубокой задумчивостью, которая «контрастирует с волнением окружающих: с демонстративно уходящим Иудой, со вскочившим Петром, с испуганно привставшим Иоанном и встревоженно переговаривающимися учениками». Он глубоко переживает крушение идеалов и горечь разочарования, понимая, что его ученик безвозвратно отказывается от его заветов. Бездействие Христа — знак не только глубокой печали и покорности судьбе, но и «осознанной жертвенности». Встречались и критические отзывы об образе Христа, представленном на картине Ге, — в частности, Фёдор Достоевский писал: «Вот сидит Христос, — но разве это Христос? Это, может быть, и очень добрый молодой человек, очень огорчённый ссорой с Иудой, который тут же стоит и одевается, чтобы идти доносить, но не тот Христос, которого мы знаем».
|  |  |  |

Считается, что при написании образа Христа Ге использовал фотопортрет Александра Герцена, созданный известным фотографом Сергеем Левицким. Писатель Владимир Порудоминский даже высказывал предположение, что именно эта фотография «сформировала замысел» картины «Тайная вечеря». Искусствовед Наталья Зограф доказывает, что это не так: хотя снимок был сделан в Париже в 1861 году, доставлен он был из Лондона во Флоренцию (возможно, А. А. Бакуниным, братом анархиста Михаила Бакунина) только в феврале 1862 года, то есть уже после начала работы над картиной.
Кроме этого, при написании Христа Ге использовал нарисованные им самим карандашные портреты оперного певца Геннадия Кондратьева и симбирского помещика Петра Грибовского. Искусствовед Татьяна Горина в своей книге о Ге в этом отношении упоминает только изображения Герцена и Кондратьева. Она пишет, что Ге «воспользовался фотографией Герцена, который был для него идеалом писателя-гражданина», но при этом «в какой-то мере прообразом для Христа послужил и портрет певца Кондратьева». При этом она отмечает, что «реальные черты Герцена и Кондратьева значительно переработаны в картине, подверглись обобщению и героизации». В своём более позднем исследовании Наталья Зограф помимо фотографического портрета Герцена упоминает карандашные портреты и Грибовского, и Кондратьева, «исполненные в связи с работой над образом Христа».
Апостола Петра Николай Ге написал с самого себя, а голову Иоанна — со своей жены Анны Петровны.

## Этюды и повторения
В Государственном Русском музее находится этюд для этой картины — «Голова Иоанна Богослова» (холст, масло, 36 × 31 см, инв. Ж-4148), поступивший туда в 1920 году из собрания А. А. Коровина. Известно, что при создании образа Иоанна Ге использовал в качестве натурщицы свою жену Анну Петровну Забелу (Забелло).
Ещё два этюда находятся в собрании Государственной Третьяковской галереи — «Голова Иуды» (холст, масло, 48,5 × 38,2 см, начало 1860-х, инв. 10350) и «Голова Апостола Андрея» (бумага на холсте, масло, 49 × 38 см, начало 1860-х, инв. 11062). Первый из них был приобретён в 1928 году у В. Ф. Франкетти, а второй поступил в 1929 году из Музея Остроухова, побывав перед этим в коллекциях А. Ф. Петрова (до 1903 года) и И. С. Остроухова.
|  |  |  |

Кроме этого, было известно о существовании ещё двух этюдов к этой картине — «Голова Иуды» и «Этюд головы», чёрно-белые изображения которых были приведены в альбоме произведений Ге, изданном его сыном Николаем в 1904 году. В настоящее время местонахождение этих этюдов неизвестно.
Существует несколько уменьшенных авторских повторений этого полотна. Одно из них, датированное 1864 годом, находится в Саратовском государственном художественном музее имени А. Н. Радищева (холст, масло, 67 × 90 см, инв. Ж-849). Оно сначала было в Аничковом дворце, затем перешло в Государственный Русский музей, а в 1928 году было передано в Саратовский художественный музей. Другое уменьшенное повторение, датированное 1866 годом, принадлежит коллекции Государственной Третьяковской галереи (холст, масло, 66,5 × 89,6 см, инв. 5228). Оно было написано по заказу известного предпринимателя и коллекционера Козьмы Солдатёнкова. После его смерти, последовавшей в 1901 году, его коллекция согласно завещанию была передана Румянцевскому музею, а после расформирования музея в 1925 году картина поступила в Третьяковскую галерею.

## Отзывы и критика
Писатель и критик Михаил Салтыков-Щедрин писал в статье, посвящённой картине Ге, что «зритель не может ни на минуту сомневаться, что здесь произошло нечто необыкновенное, что перед глазами его происходит последний акт одной из тех драм, которые издалека подготовляются и зреют и наконец-таки вырываются наружу со всем запасом горечи, укоризн и непреклонной ненависти».
Литературный критик и писатель Николай Ахшарумов отмечал, что «во всей картине никаких признаков театральности, холодно целящей на эффект, или сухой, академической чопорности и манерности», так что, по его мнению, «общее впечатление картины прежде всего реальное, потом глубоко драматическое».
С другой стороны, художественный критик Владимир Стасов писал, что «главные мотивы избранной задачи поняты у него [Ге] слабо или неверно». В частности, Стасов отмечал недостаточную убедительность образа Христа: «Его Христос не заключил в себе ни одного из тех высоких качеств, под влиянием которых в мире совершился переворот беспримерный, неслыханный: перед нами представлен лишь слабый, бесхарактерный человек, почти растерявшийся в каком-то выдуманном, бог знает откуда взятом споре; перед чем же мог до такой степени упасть духом и уныть Тот, Кто явился для всемирного переворота?»
Критически отозвался о картине и Фёдор Достоевский. В своей статье «По поводу выставки», написанной в 1873 году, он отмечал: «Из своей „Тайной вечери“, например, наделавшей когда-то столько шуму, он [Ге] сделал совершенный жанр. Всмотритесь внимательнее: это обыкновенная ссора весьма обыкновенных людей». По словам Достоевского, «тут совсем ничего не объяснено, тут нет исторической правды; тут даже и правды жанра нет, тут всё фальшивое»; «c какой бы вы ни захотели судить точки зрения, событие это не могло так произойти: тут же всё происходит совсем несоразмерно и непропорционально будущему». По мнению писателя, в картине «Тайная вечеря» «просто перессорились какие-то добрые люди; вышла фальшь и предвзятая идея, а всякая фальшь есть ложь и уже вовсе не реализм»
Искусствовед Андрей Сомов писал, что «Ге обратился к чистому источнику искусства и внёс в русскую живопись живую струю, которая должна освежить поблекший исторический род живописи и показать, что история и господствующий в нашей школе жанр не подлежат резкому разграничению». И далее он отмечал, что Ге «взглянул на задачу исторического живописца здравыми глазами и понял, что такой живописец не должен быть простым иллюстратором исторического сказания, но обязан читать между его строками и передавать не столько внешний факт, сколько дух эпохи и её общечеловеческое значение». По словам Сомова, «в этом отношении у г. Ге только один предшественник — бессмертный Иванов».
Коллекционер и меценат Павел Третьяков сожалел, что ему не удалось заполучить эту картину в его собрание. В письме к художнику Ивану Крамскому от 5 февраля 1881 года он писал: «Из всего выставленного в Академии ярко выделяется и царит (помимо этюдов Иванова) картина Ге. Жаль, что она в Академии — не там бы ей место! Чудесная картина!»
Писатель Лев Толстой считал «Тайную вечерю» «самой замечательной» картиной художника, отмечая, что «произошла странная вещь: его собственное представление о последнем вечере Христа с учениками совпало с тем, что передал в своей картине Ге».
Высоко ценил картину Ге и художник Илья Репин. В своей автобиографической книге «Далёкое близкое» он писал: «Люди шестидесятых годов помнят великую славу Ге и громадное впечатление, произведенное его картиною „Последний вечер Христа с учениками“». И далее он продолжал: «Не только у нас в России, но, можно смело сказать, — во всей Европе за все периоды христианского искусства не было равной этой картине на эту тему».